# Lillälgsjön
Lillälgsjön är en sjö i Älvdalens kommun i Dalarna och ingår i Dalälvens huvudavrinningsområde. Sjön har en area på 0,706 kvadratkilometer och ligger 640,3 meter över havet. Sjön avvattnas av vattendraget Dalälven (Österdalälven).

## Delavrinningsområde
Lillälgsjön ingår i det delavrinningsområde (686190-132156) som SMHI kallar för Inloppet i Liss-Gunnarsviken. Medelhöjden är 653 meter över havet och ytan är 3,6 kvadratkilometer. Räknas de 82 avrinningsområdena uppströms in blir den ackumulerade arean 567,89 kvadratkilometer. Avrinningsområdets utflöde Dalälven (Österdalälven) mynnar i havet. Avrinningsområdet består mestadels av skog (50 procent) och sankmarker (27 procent). Avrinningsområdet har 0,72 kvadratkilometer vattenytor vilket ger det en sjöprocent på 20 procent.